# Giải thưởng Right Livelihood

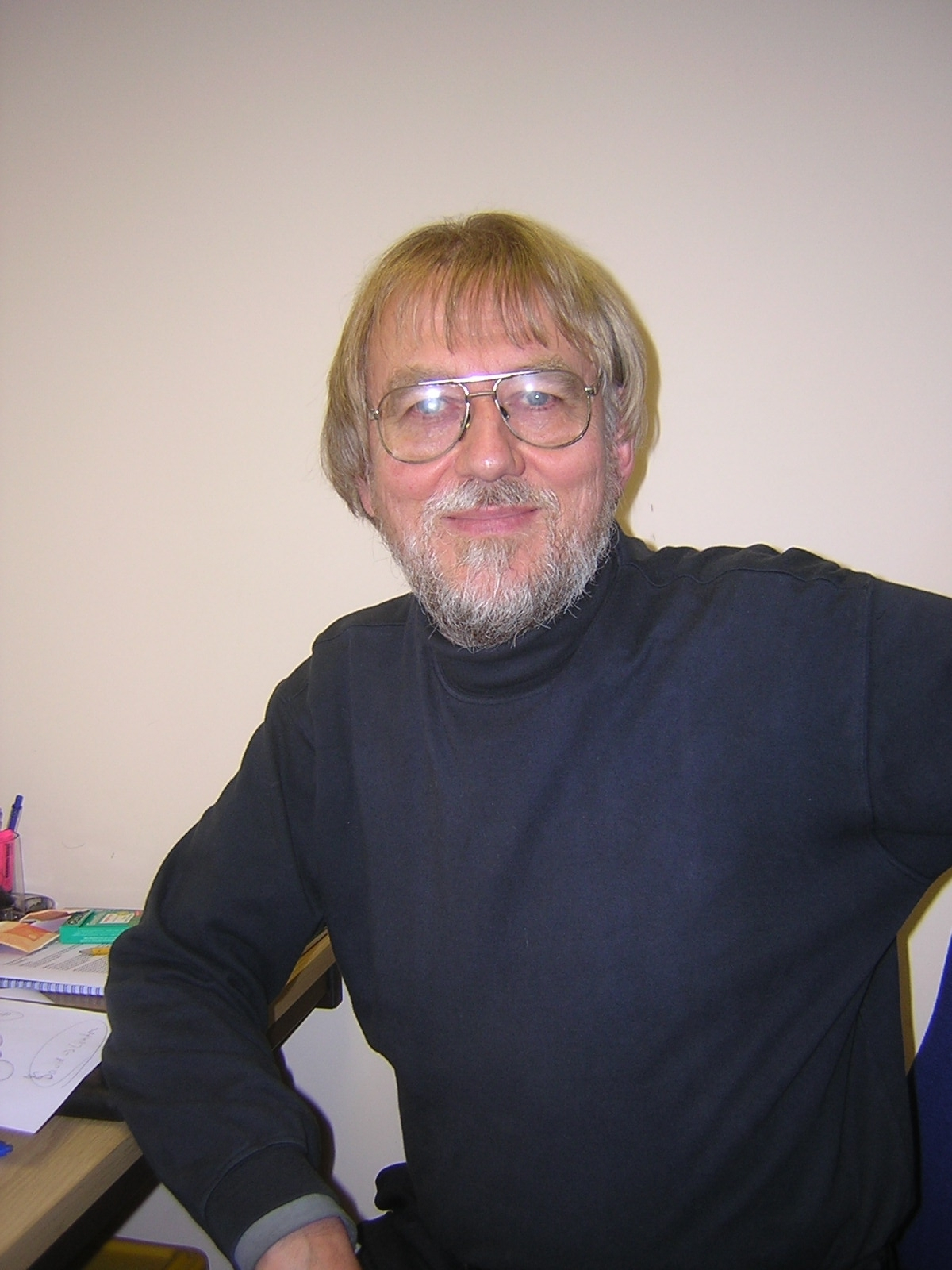
Jakob von Uexkull, người lập ra giải thưởng Right Livelihood

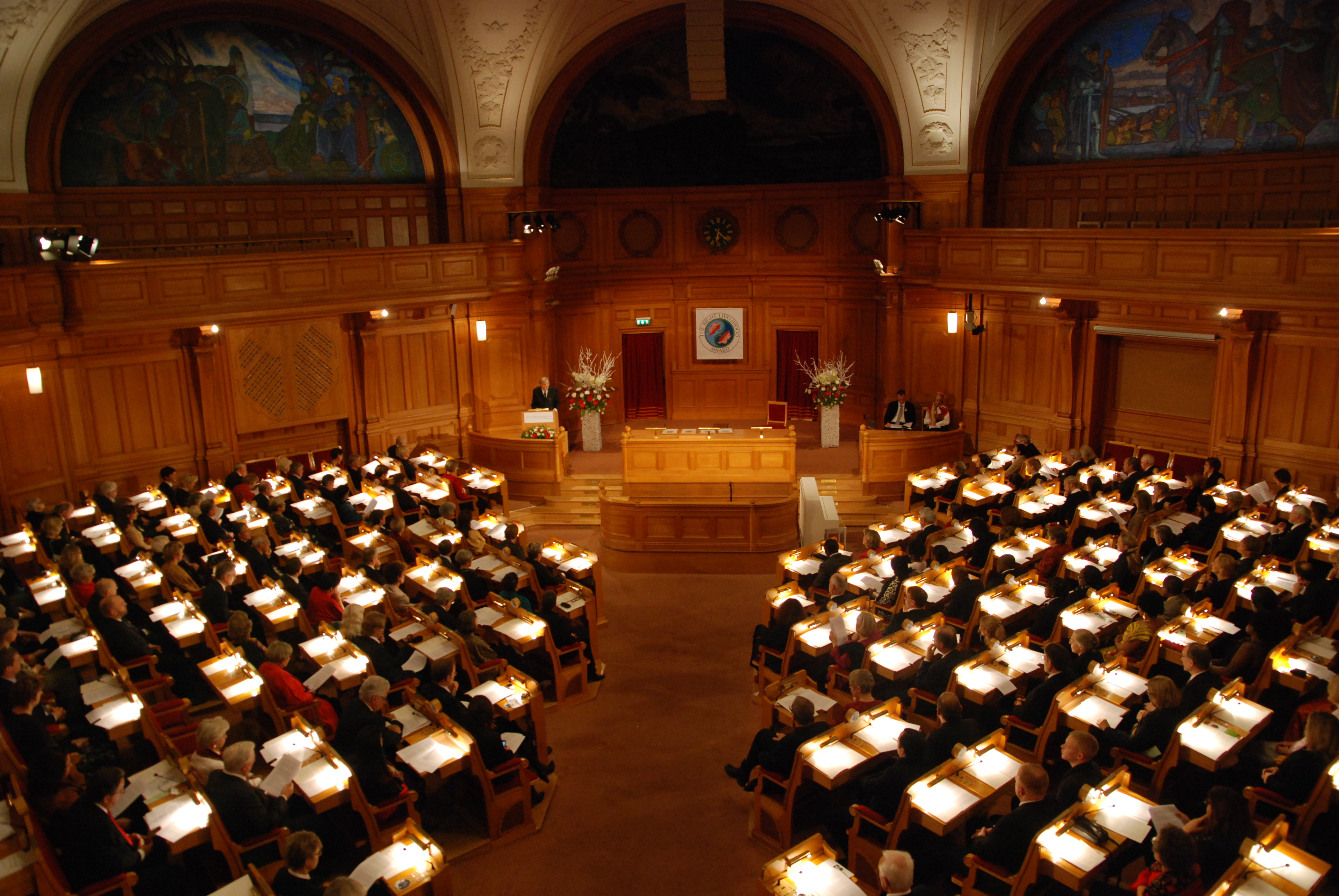
Lễ trao giải thưởng Right Livelihood năm 2009 tại tòa nhà quốc hội Thụy Điển ở Stockholm.

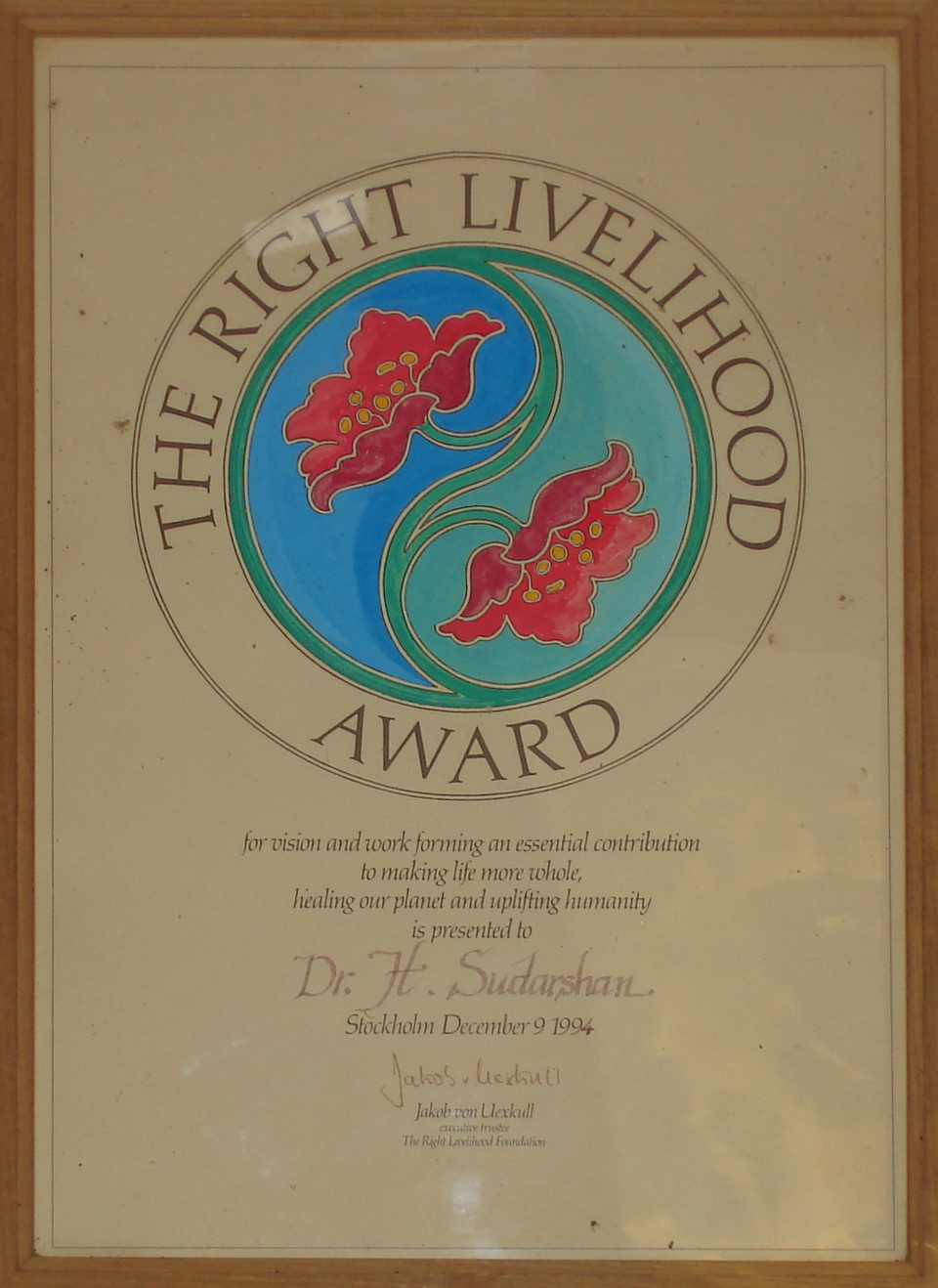
Bằng chứng nhận giải thưởng Right Livelihood

Giải thưởng Right Livelihood, (tạm dịch: Giải thưởng cho sinh kế chính đáng) do Jakob von Uexkull - nhà văn, chính trị gia người Đức-Thụy Điển thành lập vào năm 1980, được trao hàng năm để vinh danh những người "làm việc tìm kiếm các giải pháp thực tế và mẫu mực cho những thách thức cấp bách nhất đối với thế giới ngày nay". Giải này đôi khi cũng được gọi là Alternative Nobel Prize (giải Nobel khác), và khác biệt đáng kể với các giải Nobel về:
- có một quá trình đề cử mở (người nào cũng có thể đề cử bất cứ ai khác, ngoại trừ người thân thuộc hoặc tổ chức riêng của họ);[4]
- không bị giới hạn trong các thể loại cụ thể (có nhiều người đủ điều kiện);[5]
- làm cho giải thưởng cá nhân hoặc giải thưởng chia nhau lên tới khoảng 5% của những giải Nobel, và
- không phải là một sự thực hiện di sản của Alfred Nobel, cũng không được liên kết với các ủy ban giải thưởng Nobel.

Một ban giám khảo quốc tế, do 5 ủy viên thường trực của Ban Giải thưởng Right Livelihood mời, sẽ quyết định các giải thưởng trong các lãnh vực như bảo vệ môi trường, nhân quyền, phát triển bền vững, y tế, giáo dục, và hòa bình.  Số tiền thưởng là 200.000 euro,  được chia đều cho những người đoạt giải - thường là 4. Rất thường có trường hợp một trong 4 người đoạt giải là giải danh dự, như vậy thì số tiền thưởng sẽ được chia cho 3 người.

## Lịch sử

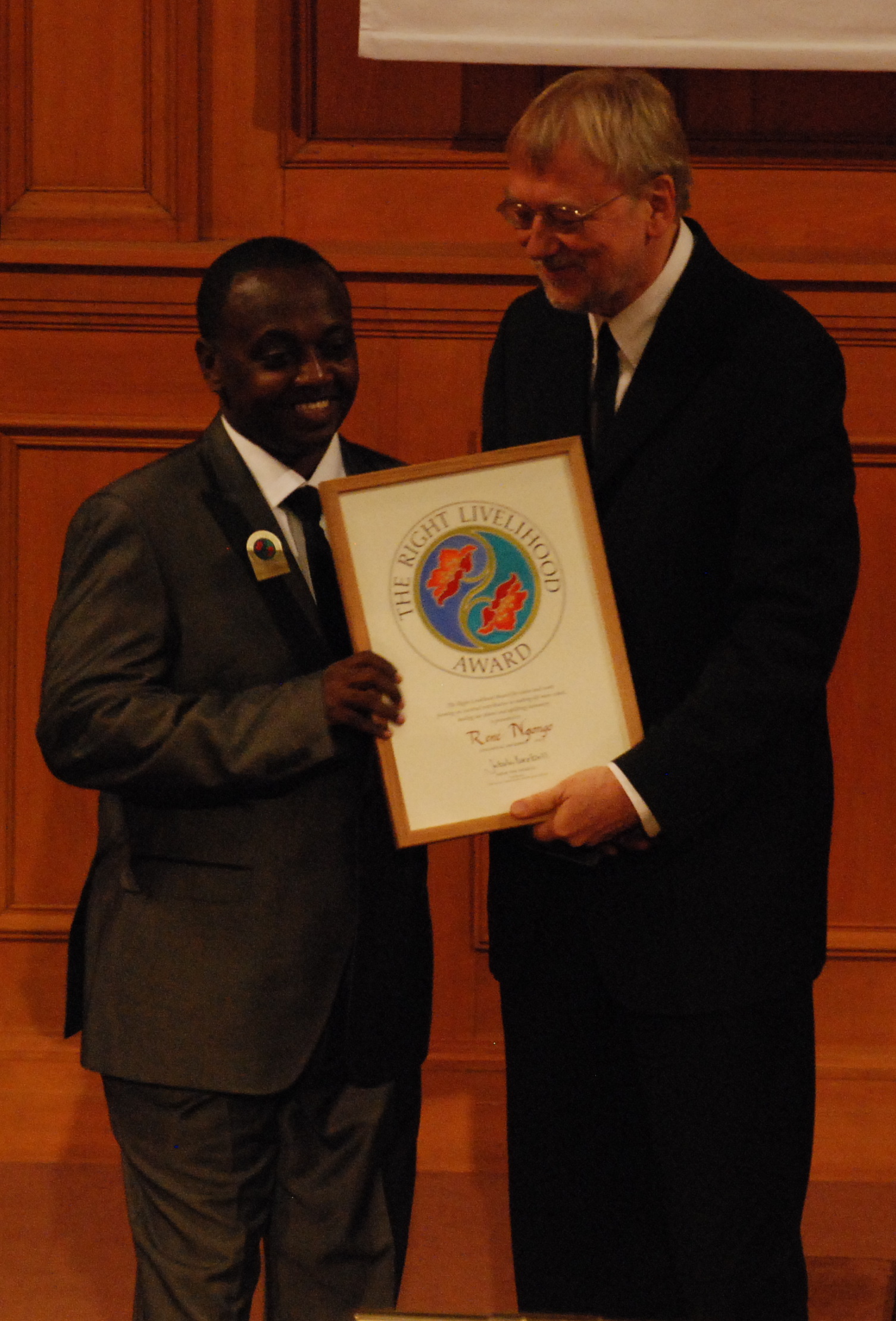
René Ngongo đứng bên người sáng lập giải thưởng Jakob von Uexküll trong buổi lễ trao giải năm 2009

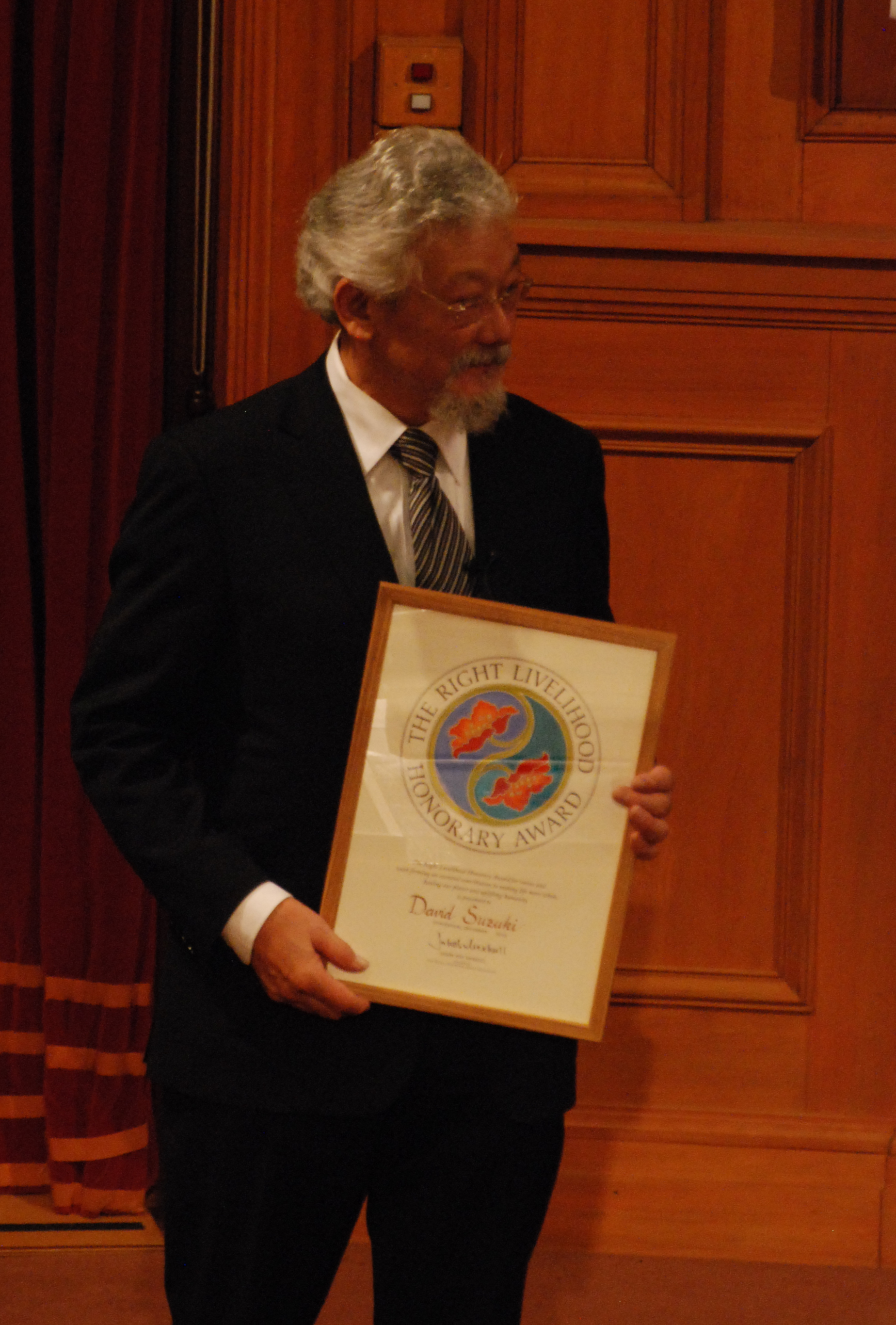
David Suzuki nhận bằng trong buổi lễ trao giải thưởng năm 2009

Trước khi lập giải này năm 1980, Jakob von Uexkull đã cố gắng thuyết phục Quỹ Nobel tham gia một giải thưởng mới được trao cùng với các giải Nobel. Tuy nhiên, do kết quả của cuộc thảo luận tiếp theo sau việc thành lập Giải thưởng của Ngân hàng Thụy Điển cho khoa học kinh tế để tưởng nhớ Nobel (trao lần đầu năm 1969), Quỹ Nobel đã quyết định không kết hợp giải Nobel với bất kỳ giải thưởng bổ sung nào, vì vậy đề nghị của Uexkull von đã bị từ chối. Sau đó Uexküll đã bán bộ sưu tập tem thư của mình được 1 triệu US$, dùng làm vốn ban đầu để thành lập giải thưởng này, sau này nhiều người khác đã đóng góp thêm
Giải này nói rằng, trong thế kỷ 21, "lợi ích lớn nhất cho nhân loại" có thể được tìm thấy trong các lĩnh vực khác nhau hơn là trong các ngành khoa học truyền thống hoặc trong các thể loại nghiêm ngặt: đại đa số những người đoạt giải làm việc cho các tổ chức nhân dân phi chính phủ ở nước họ. Quỹ này quan niệm giải thưởng của mình như là một bổ sung cho các giải Nobel
.
Từ năm 1980 tới năm 2010, quỹ này đã trao giải thưởng cho 141 cá nhân và tổ chức từ 59 quốc gia. Mục đích của nó là vừa  ặng các giải thưởng và vừa quảng cáo các công trình của những người đoạt giải về giải pháp địa phương cho những vấn đề cũng tồn tại trên khắp thế giới.

## Lễ trao giải thưởng
Năm 1980, giải Right Livelihood đầu tiên được trao trong một sảnh đường thuê mướn . 5 năm sau, lễ trao giải thưởng được diễn ra tại trụ sở quốc hội Thụy Điển ở Stockholm.
Hiện nay lễ trao giải thưởng diễn ra ở tòa nhà của quốc hội Thụy Điển ở Stockholm thường là trong tuần đầu tháng 12, dưới sự chủ trì của một nhóm nghị sĩ thuộc nhiều đảng khác nhau của quốc hội Thụy Điển.

## Các người đoạt giải
| Năm | Người đoạt giải             | Quốc gia                   |
| 1980 |                             |                            |
| --- | --------------------------- | -------------------------- |
| 1980 | Hassan Fathy                | Ai Cập                     |
| 1980 | Plenty International        | Hoa Kỳ, Guatemala, Lesotho |
| 1981 |                             |                            |
| Mike Cooley                                                                                                   | Vương quốc Anh              |                            |
| Bill Mollison                                                                                                 | Úc                          |                            |
| Patrick van Rensburg / Education with Production                                                              | Botswana, Nam Phi           |                            |
| 1982 |                             |                            |
| Eric Dammann / Future in Our Hands                                                                            | Na Uy                       |                            |
| Anwar Fazal                                                                                                   | Malaysia                    |                            |
| Petra Kelly                                                                                                   | Đức                         |                            |
| Participatory Institute for Development Alternatives                                                          | Sri Lanka                   |                            |
| George Trevelyan                                                                                              | Vương quốc Anh              |                            |
| 1983 |                             |                            |
| Leopold Kohr                                                                                                  | Áo                          |                            |
| Amory Lovins và Hunter Lovins / Rocky Mountain Institute                                                      | Hoa Kỳ                      |                            |
| Manfred Max-Neef / CEPAUR                                                                                     | Chile                       |                            |
| High Chief Ibedul Gibbons and the People of Belau                                                             | Palau                       |                            |
| 1984 |                             |                            |
| Imane Khalifeh                                                                                                | Liban                       |                            |
| Self-Employed Women's Association / Ela Bhatt                                                                 | Ấn Độ                       |                            |
| Winefreda Geonzon / Free Legal Assistance Volunteers' Association (FREE LAVA)                                 | Philippines                 |                            |
| Wangari Maathai / Green Belt Movement                                                                         | Kenya                       |                            |
| 1985 |                             |                            |
| Theo van Boven                                                                                                | Hà Lan                      |                            |
| Cary Fowler (Rural Advancement Fund International)                                                            | Hoa Kỳ                      |                            |
| Pat Roy Mooney (Rural Advancement Fund International)                                                         | Canada                      |                            |
| Lokayan / Rajni Kothari                                                                                       | Ấn Độ                       |                            |
| Duna Kör | Hungary                     |                            |
| 1986 |                             |                            |
| Robert Jungk                                                                                                  | Áo                          |                            |
| Rosalie Bertell                                                                                               | Canada                      |                            |
| Alice Stewart                                                                                                 | Vương quốc Anh              |                            |
| Ladakh Ecological Development Group / Helena Norberg-Hodge                                                    | Ấn Độ                       |                            |
| Evaristo Nugkuag / AIDESEP                                                                                    | Peru                        |                            |
| 1987 |                             |                            |
| Johan Galtung                                                                                                 | Na Uy                       |                            |
| Chipko movement                                                                                               | Ấn Độ                       |                            |
| Hans-Peter Dürr / Global Challenges Network                                                                   | Đức                         |                            |
| Institute for Food and Development Policy / Frances Moore Lappé                                               | Hoa Kỳ                      |                            |
| Mordechai Vanunu                                                                                              | Israel                      |                            |
| 1988 |                             |                            |
| International Rehabilitation and Research Centre for Torture Victims / Dr. Inge Kemp Genefke                  | Đan Mạch                    |                            |
| José Lutzenberger                                                                                             | Brasil                      |                            |
| John F. Charlewood Turner                                                                                     | Vương quốc Anh              |                            |
| Sahabat Alam Malaysia / Mohammed Idris, Harrison Ngau, the Penan people                                       | Malaysia                    |                            |
| 1989 |                             |                            |
| Seikatsu Club Consumers' Co-operative Union                                                                   | Nhật Bản                    |                            |
| Melaku Worede                                                                                                 | Ethiopia                    |                            |
| Aklilu Lemma / Legesse Wolde-Yohannes                                                                         | Ethiopia                    |                            |
| Survival International                                                                                        | Vương quốc Anh              |                            |
| 1990 |                             |                            |
| Alice Tepper Marlin / Council on Economic Priorities                                                          | Hoa Kỳ                      |                            |
| Bernard Lédéa Ouedraogo                                                                                       | Burkina Faso                |                            |
| Felicia Langer                                                                                                | Israel                      |                            |
| ATCC (Asociación de Trabajadores Campesinos del Carare)                                                       | Colombia                    |                            |
| 1991 |                             |                            |
| Edward Goldsmith                                                                                              | Vương quốc Anh              |                            |
| Narmada Bachao Andolan                                                                                        | Ấn Độ                       |                            |
| Bengt Danielsson & Marie-Thérèse Danielsson                                                                   | Polynesia                   |                            |
| Senator Jeton Anjain / the People of Rongelap                                                                 | Quần đảo Marshall           |                            |
| Landless Workers' Movement (Movimento dos Trabalhadores Rurais sem Terra) / CPT (Commissao Pastoral da Terra) | Brasil                      |                            |
| 1992 |                             |                            |
| Finnish Village Action Movement (Kylätoiminta)                                                                | Phần Lan                    |                            |
| Gonoshasthaya Kendra / Zafrullah Chowdhury                                                                    | Bangladesh                  |                            |
| Helen Mack | Guatemala                   |                            |
| John Gofman, Hoa Kỳ / Alla Yaroshinskaya                                                                      | Ukraina                     |                            |
| 1993 |                             |                            |
| Arna Mer-Khamis / Care and Learning                                                                           | Israel                      |                            |
| Organisation of Rural Associations for Progress / Sithembiso Nyoni                                            | Zimbabwe                    |                            |
| Vandana Shiva                                                                                                 | Ấn Độ                       |                            |
| Mary và Carrie Dann of the Western Shoshone Nation                                                            | Bắc Mỹ                      |                            |
| 1994 |                             |                            |
| Astrid Lindgren                                                                                               | Thụy Điển                   |                            |
| SERVOL (Service Volunteered for All)                                                                          | Trinidad và Tobago          |                            |
| Dr. H. Sudarshan / VGKK (Vivekananda Girijana Kalyana Kendra)                                                 | Ấn Độ                       |                            |
| Ken Saro-Wiwa / Movement for the Survival of the Ogoni People                                                 | Ogoniland, Nigeria          |                            |
| 1995 |                             |                            |
| András Biró / Hungarian Foundation for Self-Reliance                                                          | Hungary                     |                            |
| Serb Civic Council                                                                                            | Bosna và Hercegovina        |                            |
| Carmel Budiardjo / TAPOL                                                                                      | Indonesia /Vương quốc Anh   |                            |
| Sulak Sivaraksa                                                                                               | Thái Lan                    |                            |
| 1996 |                             |                            |
| Herman Daly                                                                                                   | Hoa Kỳ                      |                            |
| Liên minh Ủy ban các bà mẹ binh sĩ của Nga                                                                    | Nga                         |                            |
| People's Science Movement of Kerala (Kerala Sasthra Sahithya Parishad)                                        | Ấn Độ                       |                            |
| George Vithoulkas                                                                                             | Hy Lạp                      |                            |
| 1997 |                             |                            |
| Joseph Ki-Zerbo                                                                                               | Burkina Faso                |                            |
| Jinzaburo Takagi                                                                                              | Nhật Bản                    |                            |
| Mycle Schneider                                                                                               | Pháp                        |                            |
| Michael Succow                                                                                                | Đức                         |                            |
| Cindy Duehring                                                                                                | Hoa Kỳ                      |                            |
| 1998 |                             |                            |
| International Baby Food Action Network                                                                        |                             |                            |
| Samuel Epstein                                                                                                | Hoa Kỳ                      |                            |
| Juan Pablo Orrego                                                                                             | Chile                       |                            |
| Katarina Kruhonja / Vesna Terselic                                                                            | Croatia                     |                            |
| 1999 |                             |                            |
| Hermann Scheer                                                                                                | Đức                         |                            |
| Juan Garcés                                                                                                   | Tây Ban Nha                 |                            |
| COAMA (Consolidation of the Amazon Region)                                                                    | Colombia                    |                            |
| Grupo de Agricultura Orgánica                                                                                 | Cuba                        |                            |
| 2000 |                             |                            |
| Tewolde Berhan Gebre Egziabher                                                                                | Ethiopia                    |                            |
| Munir | Indonesia                   |                            |
| Birsel Lemke                                                                                                  | Thổ Nhĩ Kỳ                  |                            |
| Wes Jackson                                                                                                   | Hoa Kỳ                      |                            |
| 2001 |                             |                            |
| José Antonio Abreu                                                                                            | Venezuela                   |                            |
| Gush Shalom / Rachel và Uri Avnery                                                                            | Israel                      |                            |
| Leonardo Boff                                                                                                 | Brasil                      |                            |
| Trident Ploughshares                                                                                          | Vương quốc Anh              |                            |
| 2002 |                             |                            |
| Martin Green                                                                                                  | Úc                          |                            |
| Kamenge Youth Centre (Centre Jeunes Kamenge)                                                                  | Burundi                     |                            |
| Kvinna Till Kvinna                                                                                            | Thụy Điển                   |                            |
| Martín Almada                                                                                                 | Paraguay                    |                            |
| 2003 |                             |                            |
| David Lange                                                                                                   | New Zealand                 |                            |
| Walden Bello / Nicanor Perlas                                                                                 | Philippines                 |                            |
| Citizens' Coalition for Economic Justice                                                                      | Hàn Quốc                    |                            |
| SEKEM | Ai Cập và Ibrahim Abouleish |                            |
| 2004 |                             |                            |
| Swami Agnivesh / Asghar Ali Engineer                                                                          | Ấn Độ                       |                            |
| Memorial Society                                                                                              | Nga                         |                            |
| Bianca Jagger                                                                                                 | Nicaragua                   |                            |
| Raúl Montenegro                                                                                               | Argentina                   |                            |
| 2005 |                             |                            |
| Maude Barlow và Tony Clarke                                                                                   | Canada                      |                            |
| Irene Fernandez                                                                                               | Malaysia                    |                            |
| Roy Sesana và First People of the Kalahari                                                                    | Botswana                    |                            |
| Francisco Toledo                                                                                              | México                      |                            |
| 2006 |                             |                            |
| Daniel Ellsberg                                                                                               | Hoa Kỳ                      |                            |
| Ruth Manorama                                                                                                 | Ấn Độ                       |                            |
| Chico Whitaker                                                                                                | Brasil                      |                            |
| International Poetry Festival of Medellín                                                                     | Colombia                    |                            |
| 2007 |                             |                            |
| Christopher Weeramantry                                                                                       | Sri Lanka                   |                            |
| Dekha Ibrahim Abdi                                                                                            | Kenya                       |                            |
| Percy Schmeiser và Louise Schmeiser                                                                           | Canada                      |                            |
| Grameen Shakti                                                                                                | Bangladesh                  |                            |
| 2008 |                             |                            |
| Krishnammal Jagannathan và Sankaralingam Jagannathan LAFTI                                                    | Ấn Độ                       |                            |
| Amy Goodman                                                                                                   | Hoa Kỳ                      |                            |
| Asha Haji Elmi                                                                                                | Somalia                     |                            |
| Monika Hauser                                                                                                 | Đức                         |                            |
| 2009 |                             |                            |
| Catherine Hamlin                                                                                              | Úc                          |                            |
| René Ngongo                                                                                                   | Cộng hòa Dân chủ Congo      |                            |
| David Suzuki                                                                                                  | Canada                      |                            |
| Alyn Ware | New Zealand                 |                            |
| 2010 |                             |                            |
| Nnimmo Bassey                                                                                                 | Nigeria                     |                            |
| Erwin Kräutler                                                                                                | Áo/Brasil                   |                            |
| Shrikrishna Upadhyay                                                                                          | Nepal                       |                            |
| Physicians for Human Rights                                                                                   | Israel                      |                            |

## Sách
- Pathiravitana, S. (2007-11-08). A Great Son of Lanka. Sri Lanka Daily News, ngày 8 tháng 11 năm 2007. A history of the award. Truy cập 2008-06-03 from http://www.dailynews.lk/2007/11/08/fea01.asp Lưu trữ ngày 10 tháng 1 năm 2008 tại Wayback Machine.